# Fana Mokoena
Fana Mokoena (ur. 13 maja 1971 w Południowej Afryce) – południowoafrykański aktor.
Jest najbardziej znany z filmu Hotel Rwanda gdzie wcielił się w gen. Bizimungu. W południowoafrykańskiej operze mydlanej pt. Generations wcielił się w doktora Mandla Sithole.

## Filmografia
- 2013: World War Z jako Thierry Umutoni
- 2013: Mandela: Droga do wolności jako Govan Mbeki
- 2006: Cuppen jako Madoda
- 2004: Country of My Skull jako Mandla
- 2004: Hotel Ruanda jako Generał Augustin Bizimungu (Hotel Rwanda)
- 1999: Portret tonącego młodzieńca  (Portrait of a Young Man Drowning)
- 1997: Niebezpieczny kraj (Dangerous Ground) jako Młody człowiek